# Phyllotreta astrachanica
Phyllotreta astrachanica är en skalbaggsart som beskrevs av Igor K. Lopatin 1977. Phyllotreta astrachanica ingår i släktet Phyllotreta, och familjen bladbaggar. Arten är reproducerande i Sverige.